# Hesperis odorata
Hesperis odorata là một loài thực vật có hoa trong họ Cải. Loài này được F. Dvořák mô tả khoa học đầu tiên năm 1968.